# Bieruń
Bieruń est une ville de Pologne située dans la voïvodie de Silésie

## Jumelages
- Beroun (Tchéquie)
- Gundelfingen (Allemagne)
- Ostroh (Ukraine)
- Meung-sur-Loire (France)